# مركز هشام مبارك للقانون

أحمد سيف ـ المدير التنفيذي لمركز هشام مبارك ـ والمحامي صبحي صالح في ندوة بالمركز في أكتوبر 2008

مركز هشام مبارك للقانون هو مركز حقوقى مصرى يعمل في مجال حقوق الإنسان من خلال التقاضى والحملات والأبحاث القانونية داخل مصر. أنشئ المركز سنة 1999 كشركة محاماة خاضعة لقانون المحاماة المصري، ويمارس المركز نشاطه من خلال فرعى القاهرة وأسوان.

## سبب التسمية
سمي «مركز هشام مبارك للقانون» بهذا الاسم تكريماً للمحامى الراحل «هشام مبارك» الذي حمل على عاتقه منذ عام 1994 مهمة بناء أول مؤسسة حقوق إنسان في مصر تعمل على تقديم المساعدات القانونية والقضائية لضحايا انتهاكات حقوق الإنسان من خلال تأسيس مركز المساعدة القانونية لحقوق الإنسان.

## رسالة المركز
رسالة المركز ـ كما حددها ـ هي التصدي لانتهاكات حقوق الإنسان في مصر، وتقديم العون لضحايا هذه الانتهاكات، وتفعيل الآليات القضائية وجهود العمل المشترك بين مؤسسات المجتمع المدني من أجل إسقاط القوانين المجافية لمبادئ الدستور وحقوق الإنسان، وملاحقة ومعاقبة مرتكبي انتهاكات حقوق الإنسان وتوفير مقتضيات العدالة لإنصاف ضحايا هذه الانتهاكات.
ويمارس المركز نشاطه من خلال عدة برامج هي:
- برنامج المساعدة القانونية والعمل القضائى
- برنامج التقاضى الدستورى، برنامج البحوث القانونية
- برنامج مراقبة السلطة التنفيذية
- برنامج الإصلاح التشريعى الشامل
- برنامج اعرف حقوقك.[1]

وقد كان مركز هشام مبارك من بين المنظمات الحقوقية التي شاركت سنة 2008 في تأسيس جبهة الدفاع عن متظاهري مصر، التي اتخذت من مقر مركز هشام مبارك مقراً لها.

## عنوان المركز
شارع سوق التوفيقية بوسط مدينة القاهرة.

## وصلات خارجية
- موقع مركز هشام مبارك للقانون على الشبكة الدولية للمعلومات
- قائمة بأسماء المحامين المتطوعين بالجبهة القانونية لمركز هشام مبارك للقانون